# Цикориевые
Цикориевые, или Латуковые (лат. Cichorioideae)  — подсемейство двудольных растений семейства Астровые (Asteraceae).

## Краткое описание и ареал
Представителями подсемейства являются травы, кустарники, небольшие деревья.
Листья обычно либо лопастной, либо яйцевидной, либо пальчатой формы. У представителей подтрибы Munnoziinae, входящей в трибу Liabeae, листья колючие или спиральные.
Цветки язычковые. Плоды крылатые, цилиндрической или яйцевидной формы.
Представители подсемейства распространены в Австралии, Южной и Северной Америке, Африке, Евразии.

## Трибы
В состав подсемейства по данным NCBI входят следующие трибы:
- Arctotideae Cass., 1819 — Арктотисовые
- Cichorieae Lam. & DC., 1806 — Цикориевые
- Gundelieae Lecoq & Juill., 1831
- Liabeae Rydb., 1922
- Platycarpheae V.A.Funk & H.Rob., 2009
- Vernonieae Cass., 1819
- Moquinieae H.Rob., 1994

## Галерея

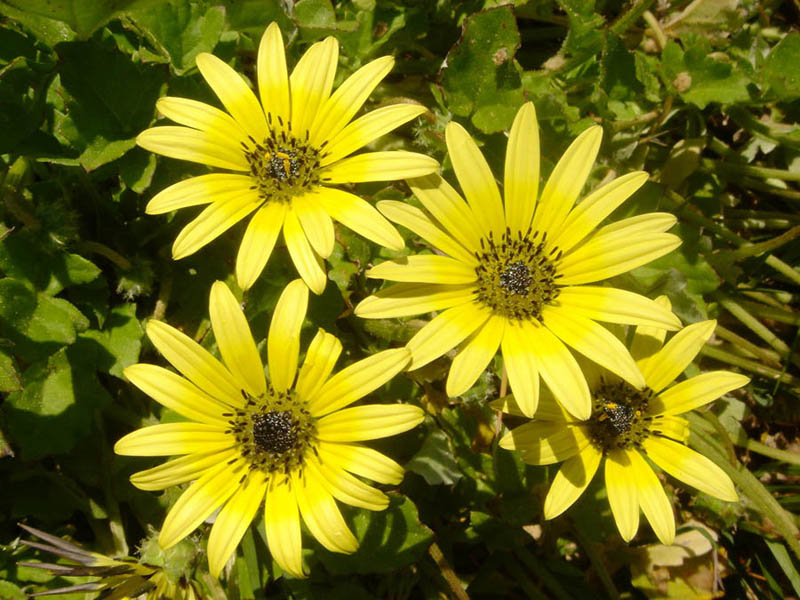
Arctotheca calendula
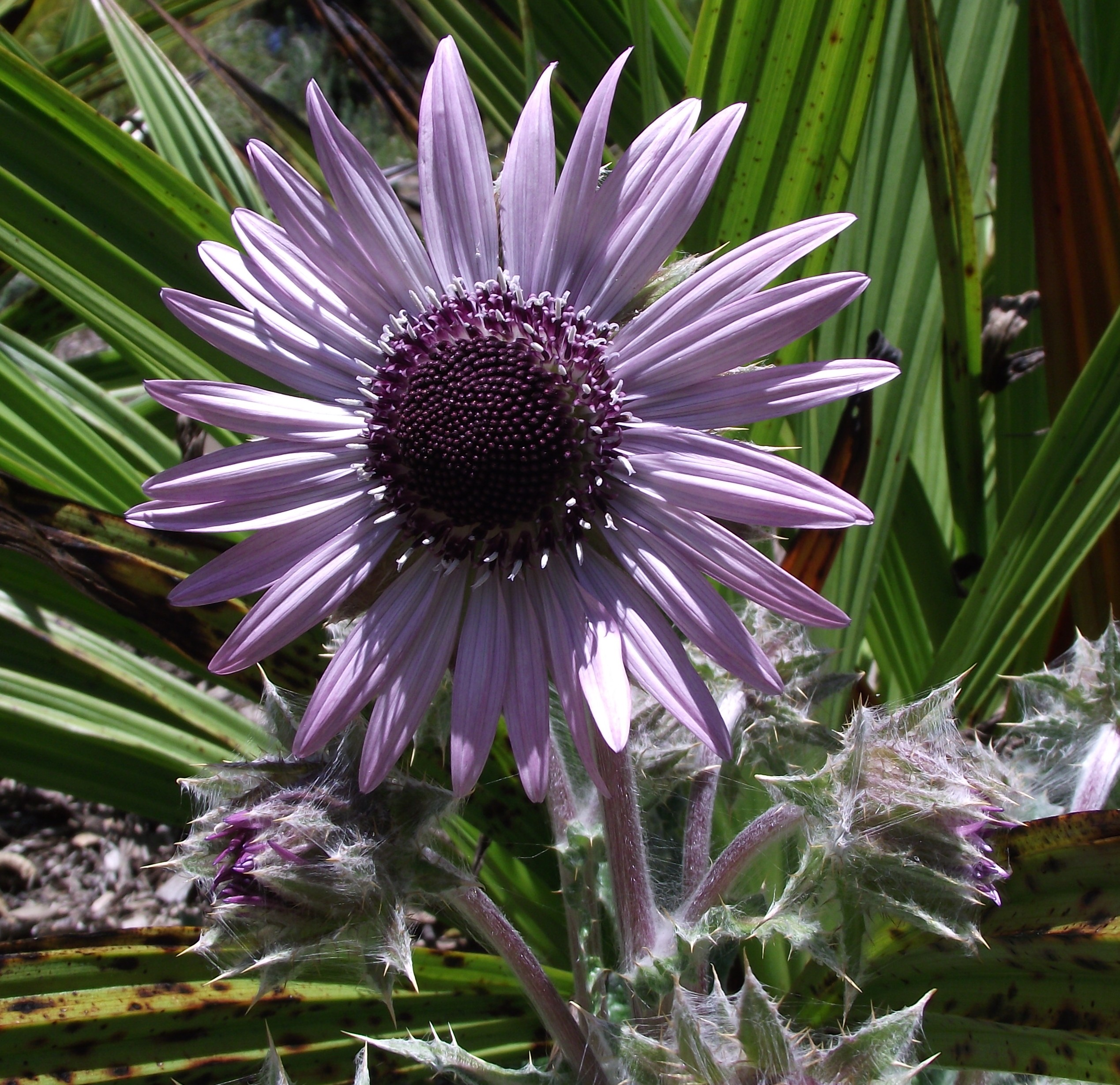
Berkheya purpurea
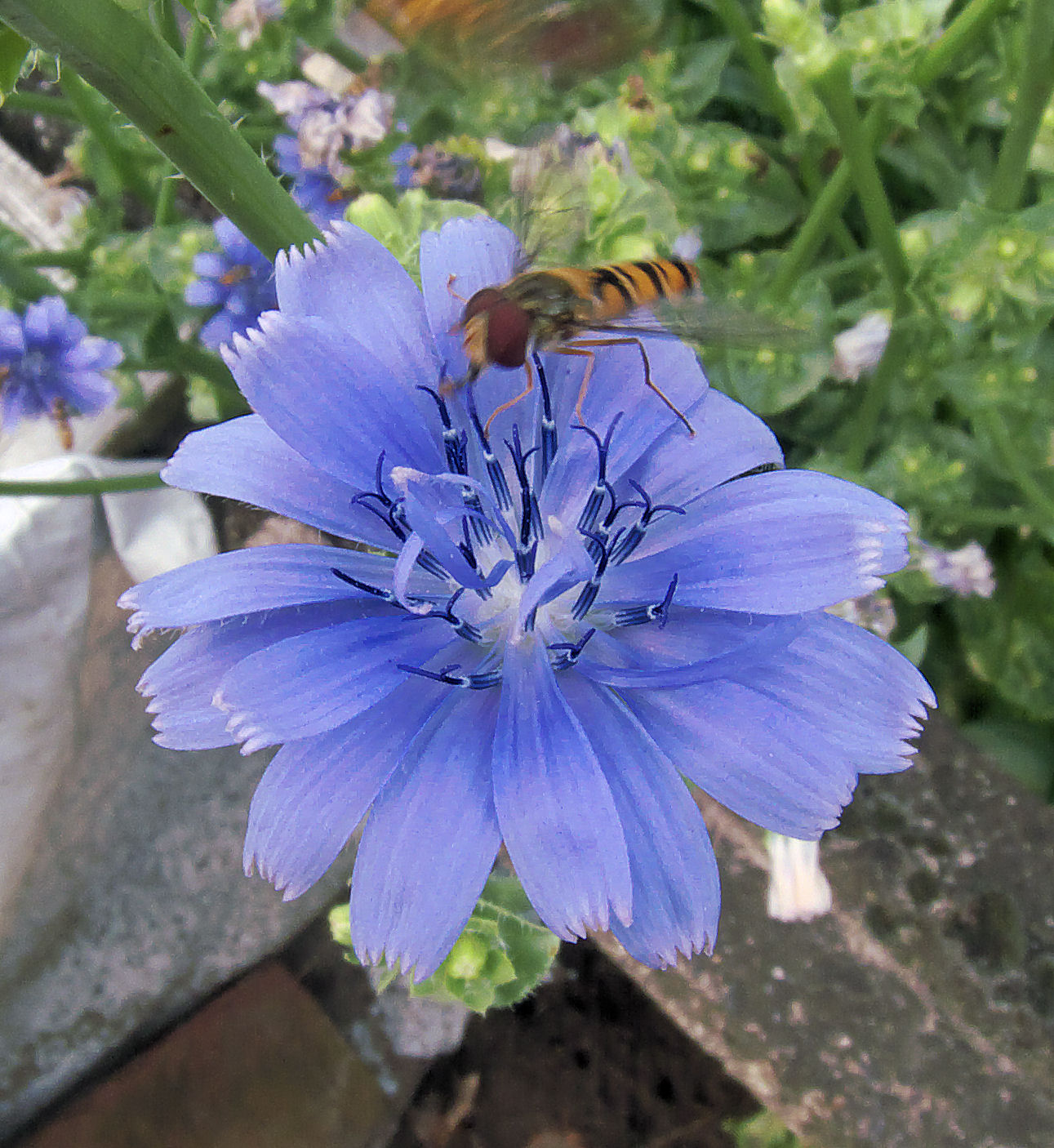
Цикорий салатный
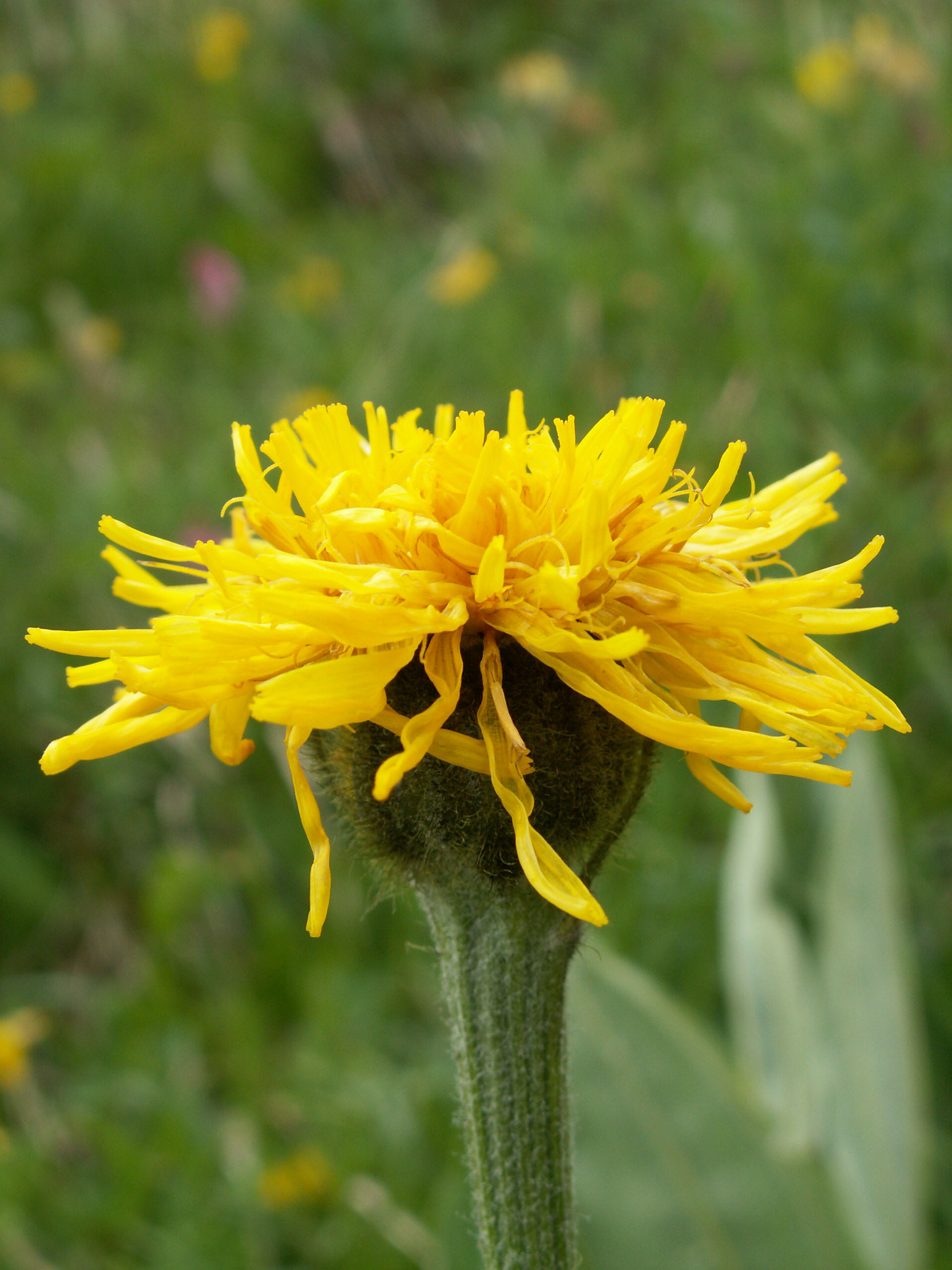
Crepis bocconei
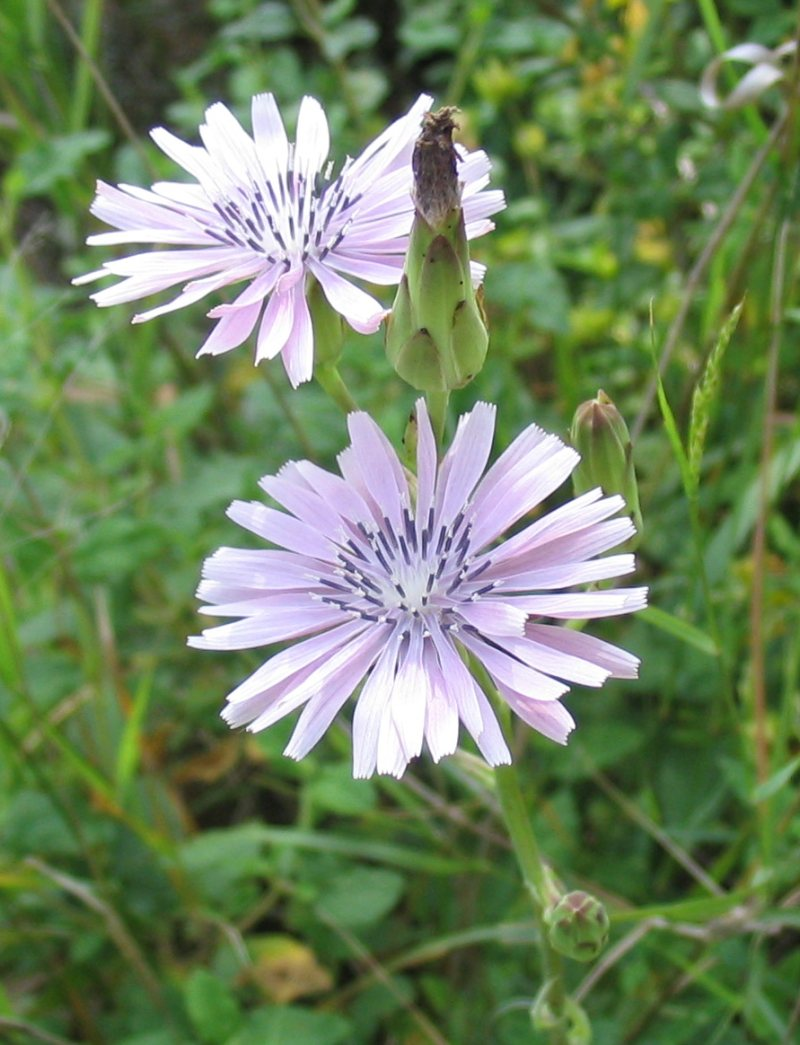
Lactuca tuberosa
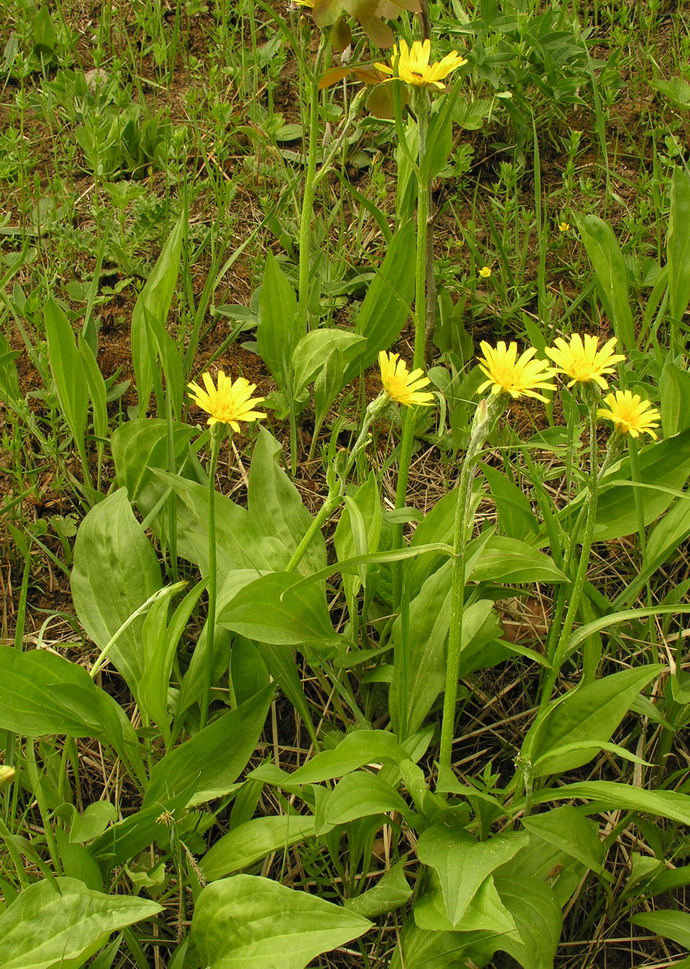
Scorzonera humilis
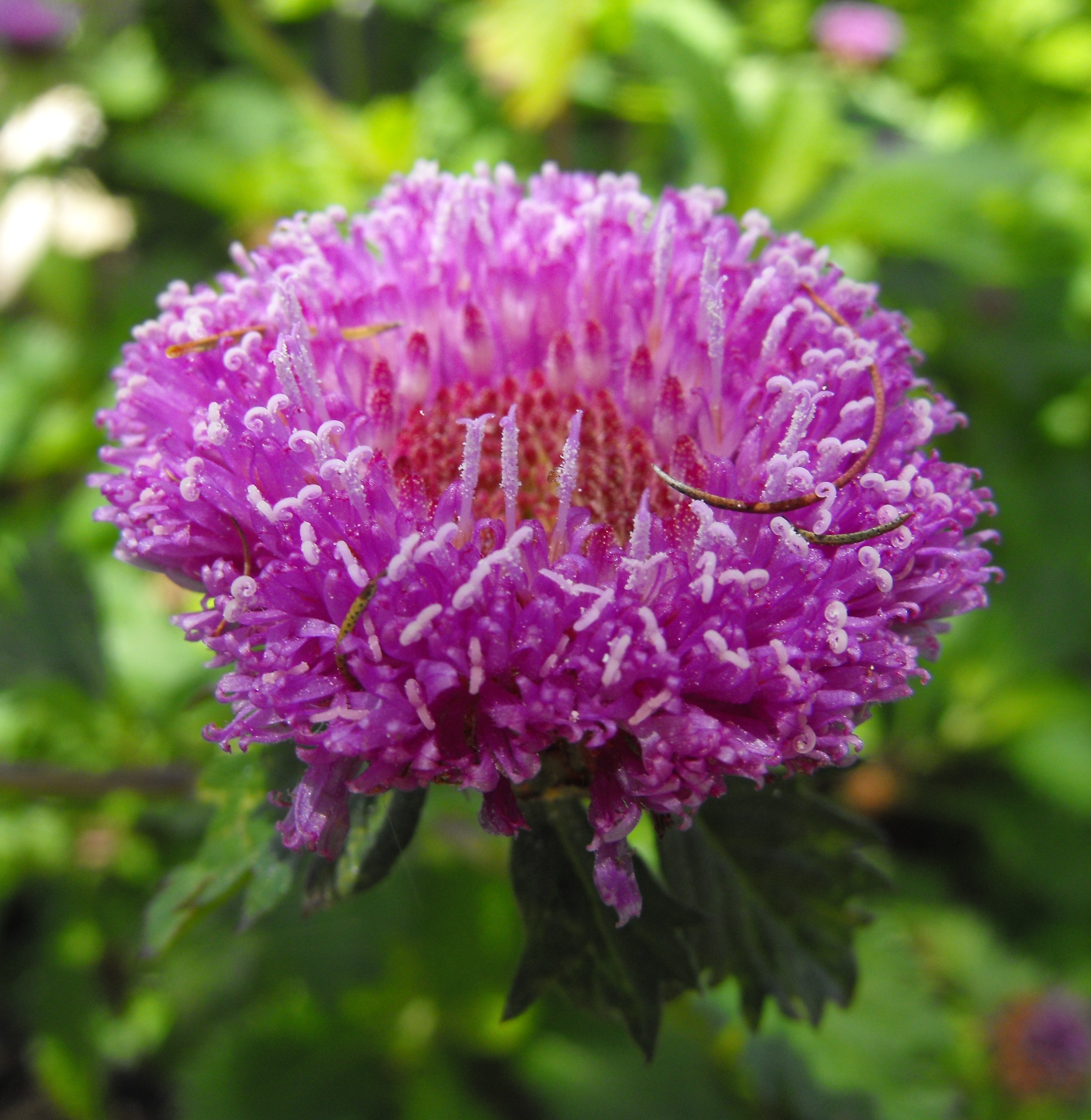
Centratherum intermedium
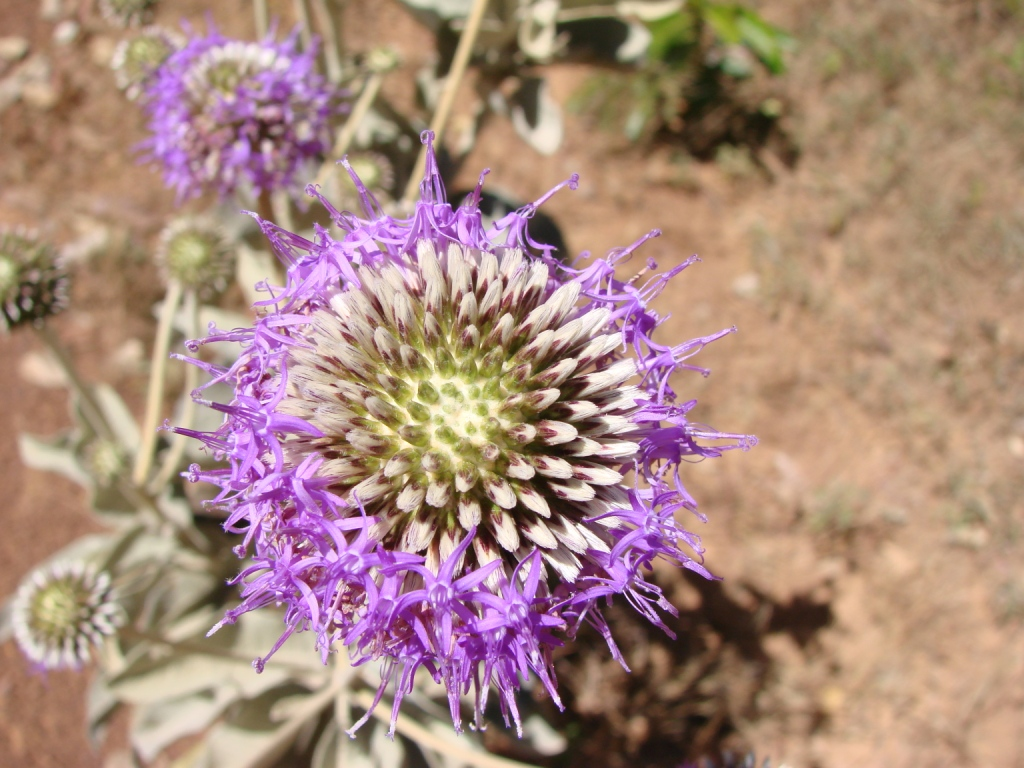
Chresta sphaerocephala
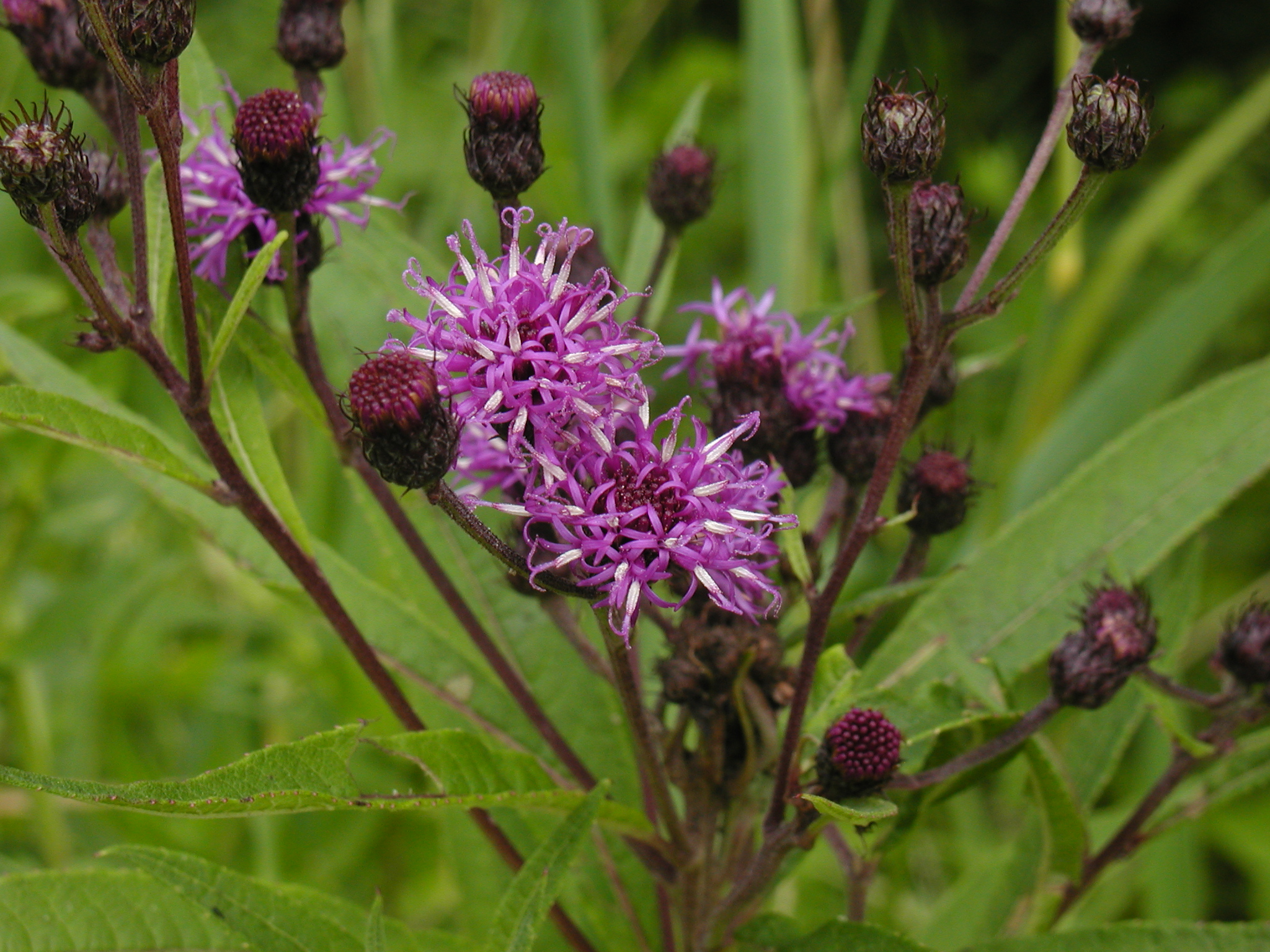
Vernonia noveboracensis
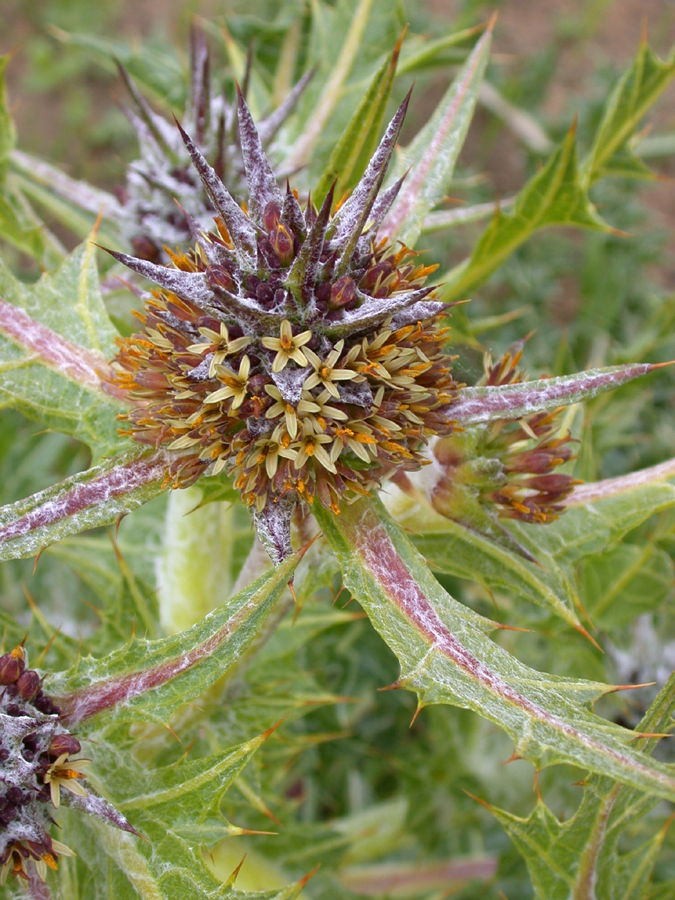
Gundelia tournefortii
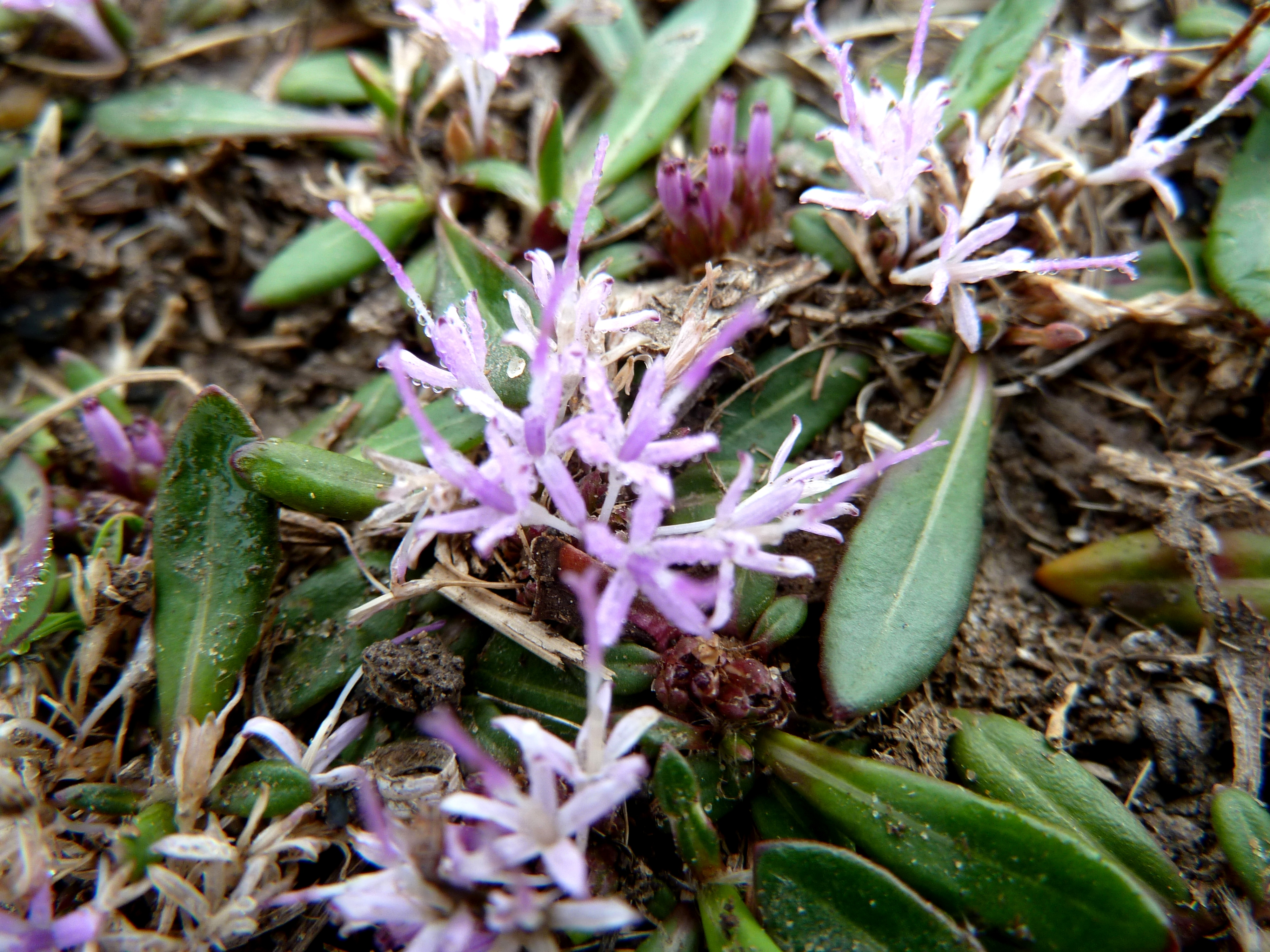
Platycarphella parvifolia
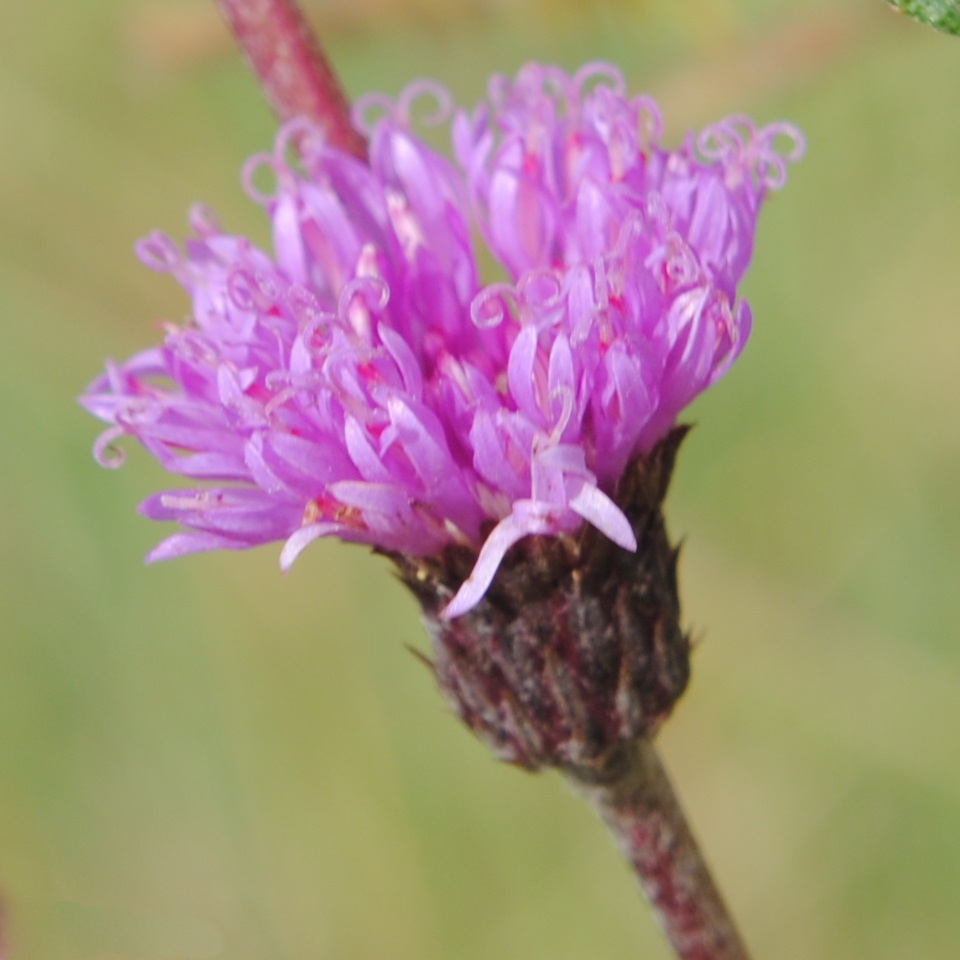
Vernonia glabrata var. glabrata